# Fiona Ayerstová

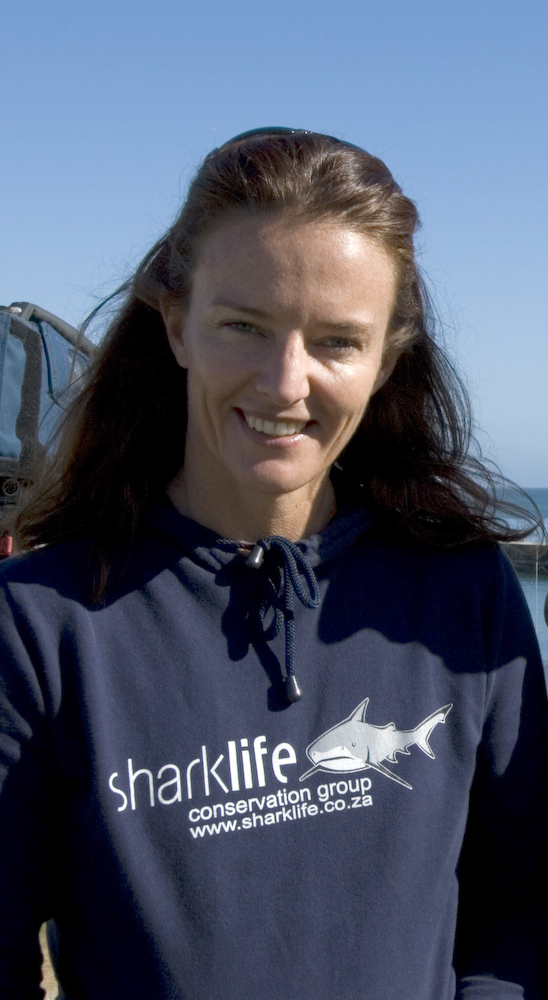
Fiona Ayerst v tričku sharklife, 2007

Fiona Ayerstová (nepřechýleně Fiona Ayerst; * 20. září 1965) je fotografka divoké přírody se sídlem v Jižní Africe, která se zabývá fotografováním pod vodou.

## Životopis
Plavala s mnoha druhy žraloků, fotografovala je, včetně makropredátora žraloka tygřího a masivního, ale krotkého žraloka obrovského. Její snímky získaly ocenění v mnoha fotografických soutěžích. Píše pro několik časopisů a pracuje jako redaktorka časopisu Beyond Blue. Je zastánkyní ochrany žraloků a oceánského prostředí. Její snímky se objevily v časopisech a novinách po celém světě, jako je časopis Time, stejně jako na obálkách časopisů a populárních fotografických knihách se snímky divoké zvěře.  V roce 2003 vyhrála titul jihoafrický fotograf roku. V roce 2012 přednesla přednášku na TEDu s názvem Moje cesta do vody. Je ředitelkou společnosti Africa Media.